# Lauterbach (Werra)
Der Lauterbach ist ein 9,4 km langer, orografisch rechter Zufluss der Werra in Thüringen, Deutschland.

## Verlauf
Der Lauterbach entspringt östlich von Berka vor dem Hainich, am Sattel zwischen dem 468 m hohen Löhberg im Hainich und dem 424 m hohen Lohberg südsüdwestlich desselben, aus mehreren Quellen. Das Lauterbachtal bildet die Berka-Mihlaer Mulde, der Fluss sammelt sich erst nördlich von Berka aus einer ganzen Anzahl von kleinen Bächen und wird auch flussab durch viele seitliche Zuflüsse verstärkt. Diese haben flache, tiefe Rinnen in die geneigten Schichten des Keupers eingeschnitten. Starke, tektonische Quellen sichern die Wasserzufuhr auch im Hochsommer, so die Quelle Sülzenborn südlich gegenüber dem Burgberg und die im Trippel.
Zunächst durchfließt der Bach auf drei Kilometern Länge ein tief eingeschnittenes und gewundenes, zunächst nach Nordwesten und schließlich nach Westen gerichtetes Tal, bis er am Südrand der Gemeinde Bischofroda auf den Augraben trifft. Hier ändert sich die Fließrichtung wieder nach Nordwesten. Unterhalb von Lauterbach bis zur Ortslage von Mihla findet sich ein kurzer, naturbelassener Abschnitt. In Mihla ist der Fluss weitgehend in einem mit Mauern eingezwängten Flussbett und erreicht am Grauen Schloss die Werra.

## Name
Der Name könnte von lauter = klar und rein abgeleitet sein, die Gemeinde Lauterbach ist nach dem Fluss benannt.

## Wirtschaftshistorie
Entlang des Flusslaufes lassen sich einige Getreidemühlen nachweisen.

## Hochwasserschutz
Bei der Hochwasserkatastrophe vom 23. Mai 1978, ausgelöst durch Starkregen, wurden in den Orten Bischofroda, Lauterbach und Mihla große wirtschaftliche Schäden beklagt, das führte zum Bau von zwei Hochwasserrückhalte-Erddämmen in der Gemarkung Bischofroda:
- Das Rückhaltebecken Bischofroda I  wurde 1985–1986 errichtet und sperrt das Tal der Sülzaue und somit das Quellgebiet des Lauterbachs. Der maximal zulässige Stauinhalt beträgt 200.000 m³. Der Damm ist 9,5 m hoch und erlaubt eine maximale Stauhöhe von 8 m (Lage).
- Das Rückhaltebecken Bischofroda II  wurde 1987–1988 errichtet und sperrt das Ebental nördlich von Bischofroda. Die maximal zulässige Staufläche soll 4,5 ha betragen. Dieser Damm erlaubt ebenfalls eine maximale Stauhöhe von 8 m (Lage).[4]
- Das Rückhaltebecken Berka v. d. Hainich am Augraben östlich von Berka dient vordringlich der Bewässerung (Lage).